# Éder Carbonera
Éder Francis Carbonera (Farroupilha, 19 de outubro de 1983) é um jogador de voleibol brasileiro que atua na posição de central.

## Carreira

### Clube
Com quinze anos de idade, Éder começou a jogar na categoria infantil no programa esportivo da Universidade de Caxias do Sul (UCS). Disputou a Superliga pela primeira vez pela UCS na temporada 2004–05. [carece de fontes?] Em 2005 foi contratado pela recém-criada equipe de voleibol da Cimed, com a qual fez parte de todas as suas conquistas: tetracampeonato da Superliga, pentacampeonato catarinense e os títulos da Liga Nacional e do Sul-Americano de Clubes. Com a retirada do patrocínio do Grupo Cimed à equipe catarinense, vários jogadores acabaram por deixá-la, inclusive Éder, que acabou indo para o SESI-SP. Em 2012 conquistou o Campeonato Paulista.
Na temporada 2013–14 foi contratado pelo Sada Cruzeiro Vôlei. Com o clube mineiro, o atleta farroupilhense conquistou cinco títulos na temporada: o Campeonato Mineiro, a Superliga, a Copa do Brasil, o Campeonato Sul-Americano de Clubes e o Campeonato Mundial de Clubes. Na temporada seguinte, conquistou o sexto título da Superliga de sua carreira ao derrotar o SESI-SP na final única por 3 sets a 1. Pelo Campeonato Sul-Americano de Clubes, foi vice-campeão após perder para a final para o argentino UPCN Vóley Club.
Na temporada 2015–16 voltou a conquistar a Tríplice coroa após vencer todas as competições nacionais, o Sul-Americano e o Mundial.
Em 2017 o central mudou-se para o voleibol europeu após assinar contrato com o italiano Diatec Trentino. Após o término da temporada, volta a atuar no Brasil pelo SESI-SP, onde conquista o título da Supercopa do Brasil de 2018, um dia após o seu aniversário de 35 anos. Ainda no clube paulista, conquistou o título da segunda edição da Copa Libertadores após derrotar o argentino Bolívar Vóley por 3 sets a 0.
Em 2020, Éder voltou a atuar no voleibol europeu após fechar contrato com o Berlin Recycling Volleys para atuar no voleibol alemão. Com o clube berlinense, o central conquistou o título da Supercopa e da Bundesliga.
Para a temporada 2021–22, Éder retorna ao voleibol brasileiro para defender novamente as cores do SESI-SP, onde permanece até hoje. 

### Seleção

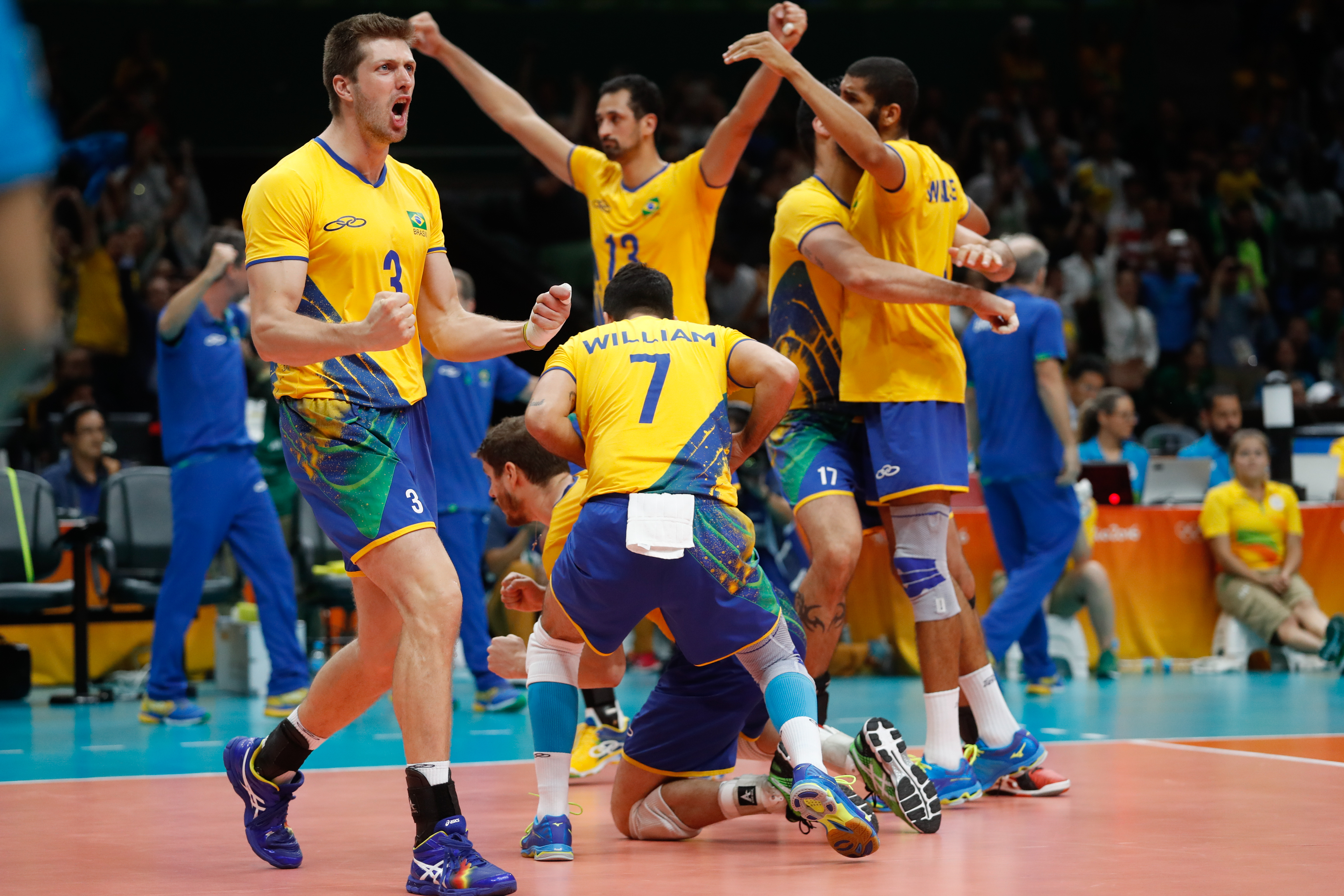
Éder Carbonera nos Jogos Olímpicos Rio 2016.

Foi convocado para a seleção brasileira ainda nas categorias de base, nas quais conquistou o título do Campeonato Mundial Sub-19 de 2001 e o vice-campeonato no Campeonato Mundial Sub-21 de 2003. Com a equipe adulta, fez parte das conquistas das Ligas Mundiais de 2007 e 2009, da Copa dos Campeões de 2009, do Sul-Americano de 2009 e dos Jogos Pan-Americanos de 2011.
Em 2013 foi vice-campeão da Liga Mundial ao perder a final para a seleção russa. Ao final do ano voltou a representar a seleção brasileira, conquistando o primeiro título da Copa dos Campeões de sua carreira. No ano seguinte, após perder a final para a seleção polonesa, conquistou o vice-campeonato do Campeonato Mundial de 2018. Em 2016 disputando a primeira Olimpíada de sua carreira, conquistou o ouro olímpico ao derrotar a seleção italiana no Maracanãzinho por 3 sets a 0 nos Jogos Olímpicos do Rio.
Em 2019 competiu sua segunda edição dos Jogos Pan-Americanos, conquistando a medalha de bronze ao derrotar a seleção chilena.

## Títulos
Cimed
- Campeonato Sul-Americano: 2009

- Campeonato Brasileiro: 2005–06, 2007–08, 2008–09, 2009–10

- Copa Brasil: 2007

- Campeonato Catarinense: 2006, 2008, 2009, 2010, 2011

SESI-SP
- Copa Libertadores: 2020

- Supercopa Brasileira: 2018

- Campeonato Paulista: 2012
- Superliga: 2023-24

Sada Cruzeiro
- Campeonato Mundial de Clubes: 2013, 2015

- Campeonato Sul-Americano: 2009, 2014, 2016

- Campeonato Brasileiro: 2013–14, 2014–15, 2015–16

- Copa Brasil: 2014, 2016

- Supercopa Brasileira: 2015

- Campeonato Mineiro: 2013, 2014, 2015

Vôlei Taubaté
- Copa Brasil: 2017

- Campeonato Paulista: 2016

Berlin Recycling Volleys
- Campeonato Alemão: 2020–21
- Supercopa Alemã: 2020

## Clubes
| Anos      | Clube                    |
| --------- | ------------------------ |
| 2004–2005 | UCS                      |
| 2005–2012 | Cimed                    |
| 2012–2013 | SESI-SP                  |
| 2013–2016 | Sada Cruzeiro Vôlei      |
| 2016–2017 | Funvic Taubaté           |
| 2017–2018 | Diatec Trentino          |
| 2018–2020 | SESI-SP                  |
| 2020–2021 | Berlin Recycling Volleys |
| 2021–     | SESI-SP                  |

## Premiações individuais
- 2007: Superliga – Melhor bloqueador[22]
- 2008: Copa América – Melhor bloqueador
- 2010: Campeonato Sul-Americano de Clubes – Melhor bloqueador
- 2019: Superliga – Melhor central
- 2020: Copa Libertadores – Melhor central